# Leptobrachium liui
Leptobrachium liui är en groddjursart som först beskrevs av Pope 1947.  Leptobrachium liui ingår i släktet Leptobrachium och familjen Megophryidae. IUCN kategoriserar arten globalt som livskraftig. Inga underarter finns listade i Catalogue of Life.